# Man’yōsen

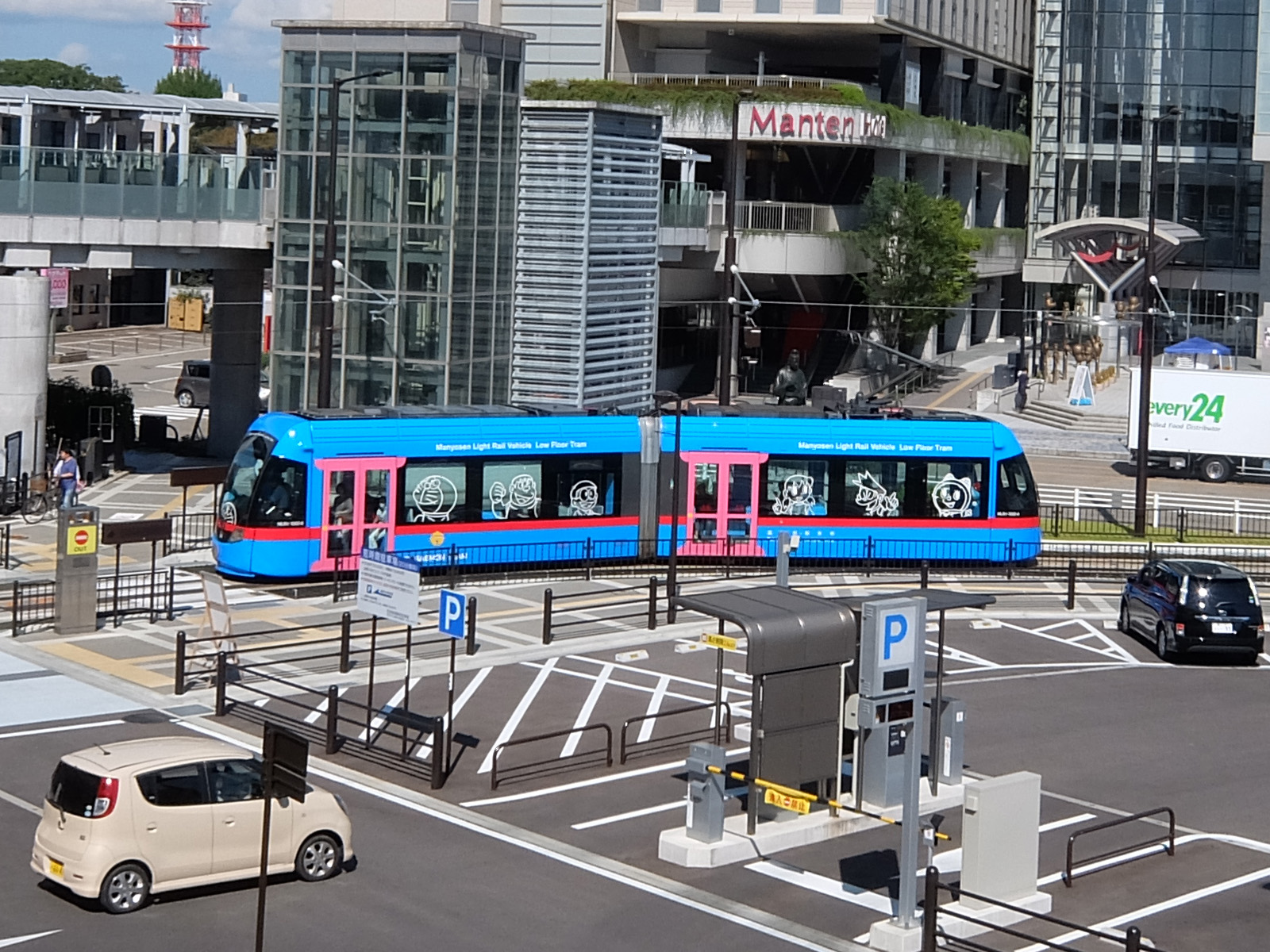
Niederflurfahrzeug des Typs MLRV 1000 bzw. „AITRAM“ (アイトラム) mit Doraemon-Motiv

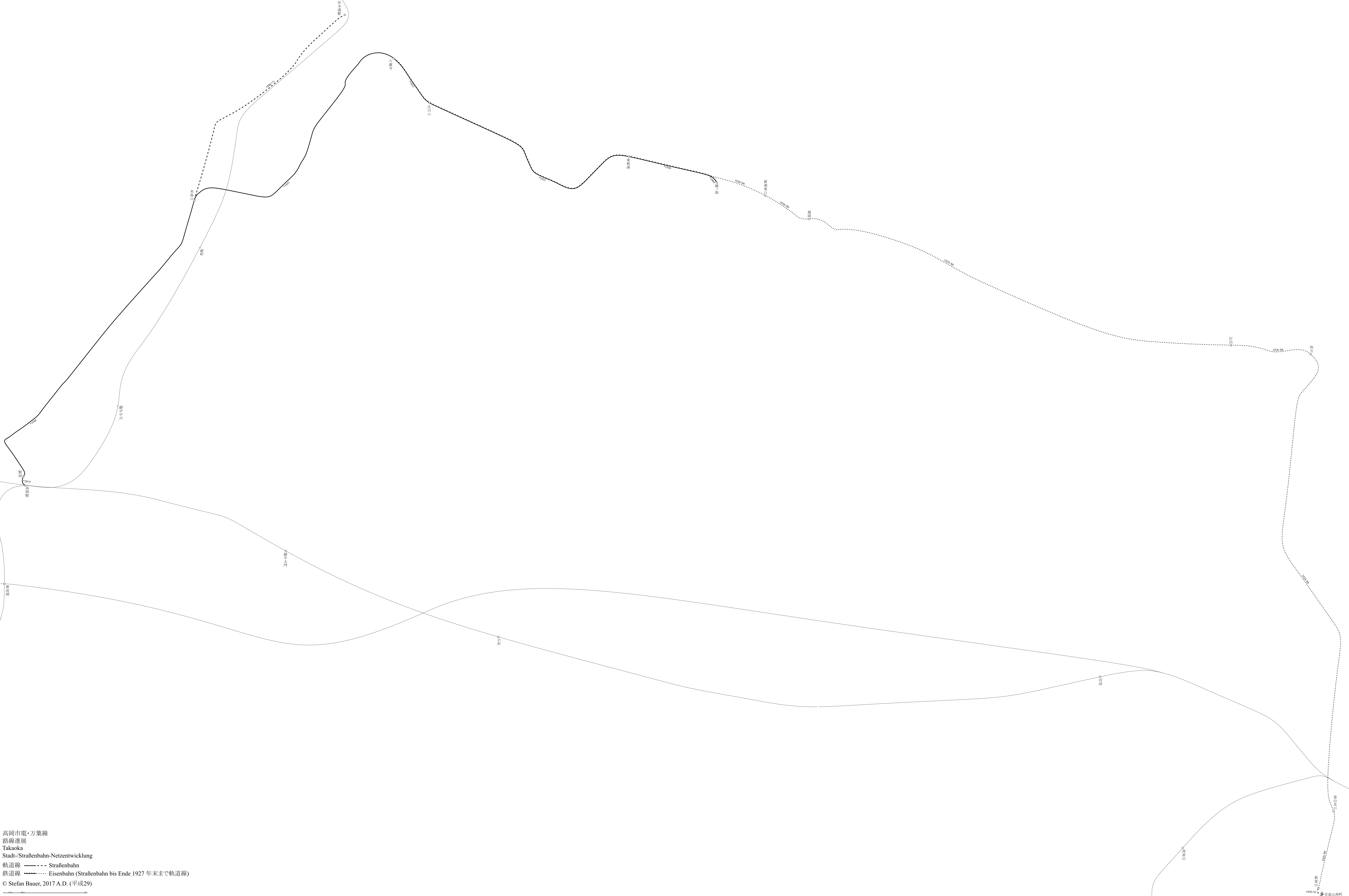
Netzentwicklung (durchgezogen = Bestand, unterbrochen/punktiert = stillgelegt)

Die Man’yōsen K. K. (jap. 万葉線株式会社, Man’yōsen Kabushiki kaisha, engl. Manyōsen Co., Ltd.) ist eine Straßen- bzw. Stadtbahngesellschaft, die zwischen Takaoka und Koshinokata in Imizu in der Präfektur Toyama ein elektrifiziertes Streckennetz betreibt.

## Geschichte
- 12. Oktober 1930: Eröffnung der Strecke Nishi-Koshinokata (西越ノ潟駅, -eki) bis Higashi-Shinminato (東新湊駅, -eki) durch die Etchū Tetsudō (越中鉄道).
- 23. Dezember 1930: Eröffnung der Strecke Koshinokata (越ノ潟駅, -eki) bis Nishi-Koshinokata durch die Etchū Tetsudō.
- 9. November 1932: Eröffnung der Strecke Shinminato-higashiguchi (新港東口駅, -eki) bis Shōgawa-guchi (庄川口駅, -eki) durch die Etchū Tetsudō.
- 25. Dezember 1933: Eröffnung der Strecke Shōgawa-guchi bis Shinminato (新湊駅, -eki; 1985 umbenannt in Rokudōji (六渡寺駅, -eki)) durch die Etchū Tetsudō.
- 1. Januar 1943: Die Etchū Tetsudō wird mit der Toyama Chihō Tetsudō K.K. (富山地方鉄道株式会社) vereinigt.
- 10. April 1948: Eröffnung der Strecke Takaoka bis zum Fushiki-Hafen durch die Toyama Chihō Tetsudō.
- 1. April 1951: Eröffnung der Strecke Shin-Minatoguchi bis Shinminato durch die Toyama Chihō Tetsudō.
- 1. April 1959: Die Strecken werden von der Kaetsunō Tetsudō K.K. (加越能鉄道株式会社), einem Tochterunternehmen der Toyama Chihō Tetsudō, übernommen.
- 5. April 1966: Die Strecke östlich von Koshinokata wird stillgelegt.
- 1. September 1971: Die Strecke zum Hafen wird stillgelegt.
- 14. Februar 2002: Zulassung der Streckenübergabe an die Bahngesellschaft Man’yōsen.
- 29. März 2014: Verlängerung vom Bahnhofsvorplatz Takaoka ins Empfangsgebäude

In den 1990er-Jahren geriet Kaetsunō Tetsudō zunächst durch sinkende Fahrgastzahlen in eine wirtschaftliche Schieflage. Nachdem direkte Verbindungen zur Stadt Toyama unterbrochen waren, kam die Firma in Finanznöte. Im Jahre 2001 musste ein Verlust von 264 Mio. Yen ausgewiesen werden und es wurde die Stilllegung der Gesamtstrecke entschieden. Die Städte Takaoka und Shinminato (heute Imizu) beschlossen daher die Gründung eines neuen Unternehmens, das am 30. März 2001 als Man’yōsen gegründet wurden, deren Anteile zu je 30,06 % bei der Stadt Takaoka, der Stadt Imizu und der Präfektur Toyama liegen.
Man’yōsen hat die gesamten Linienstrecken am 14. Februar 2002 von der Kaetsunō Tetsudō übernommen und ist seit 1. April 2002 eine Bahngesellschaft.
Der Name Man’yō kommt aus der ersten großen japanischen Gedichtzusammenstellung Man’yōshū, da der Dichter Ōtomo no Yakamochi, der diese Sammlung kompilierte, Gouverneur der Provinz Etchū, die in etwa der heutigen Präfektur Toyama entspricht, war und dieser mehrere Gedichte widmete.

## Strecken
Das Netz besteht aus nur einer Linie, welche im Bahnhof Takaoka beginnt und in nördlicher Richtung die Stadt (teilweise eingleisig) straßenbündig durchquert. Mit Überquerung der JR-Himi-Linie (氷見線) geht es eingleisig weiter ostwärts zur Zwischenstation Rokudōji (六渡寺). Von dort bis zur Endstelle Koshinokata (越ノ潟) ist die Strecke als Eisenbahn konzessioniert. Sämtliche Züge fahren vom Bahnhof Takaoka bis nach Koshinokata in Imizu durch.

## Fahrzeuge
| Bauart.     | 7070              | MLRV1000      | 5010         |
| ----------- | ----------------- | ------------- | ------------ |
| Bild        |                   |               |              |
| Baujahre    | 1967              | 2004          | 1950         |
| Länge       | 12.500 mm         | 18.400 mm     |              |
| Breite      | 2.440 mm          | 2.450 mm      |              |
| Dienstmasse | 15,3 t            | 21,0 t        |              |
| Anzahl      | 23                | 6             | 1            |
| Hgk. (km/h) | 40                | 40            |              |
| Antrieb     | Tatzlager-Antrieb | Radnabenmotor |              |
| Sitzplätze  | 34                | 24            |              |
| Stehplätze  | 68                | 96            |              |
| Bemerkung   |                   |               | Museumswagen |